# Episodi di Petticoat Junction (seconda stagione)
La seconda stagione della serie televisiva Petticoat Junction è andata in onda negli Stati Uniti dal 22 settembre 1964 al 15 giugno 1965 sulla CBS.
| nº | Titolo originale                       | Prima TV USA      |
| -- | -------------------------------------- | ----------------- |
| 1  | Betty Jo's Dog                         | 22 settembre 1964 |
| 2  | Race Against the Stork                 | 29 settembre 1964 |
| 3  | Have Library, Will Travel              | 6 ottobre 1964    |
| 4  | The Umquaw Strip                       | 13 ottobre 1964   |
| 5  | As Hooterville Goes                    | 27 ottobre 1964   |
| 6  | My Dog the Actor                       | 10 novembre 1964  |
| 7  | The Great Buffalo Hunt                 | 17 novembre 1964  |
| 8  | Betty Jo's Pen Pal                     | 24 novembre 1964  |
| 9  | Bedloe's Nightmare                     | 1º dicembre 1964  |
| 10 | Kate's Bachelor Butter                 | 8 dicembre 1964   |
| 11 | Mother of the Bride                    | 15 dicembre 1964  |
| 12 | The Lost Patrol                        | 29 dicembre 1964  |
| 13 | Smoke-Eaters                           | 5 gennaio 1965    |
| 14 | The Curse of Chester W. Farnsworth     | 12 gennaio 1965   |
| 15 | There's No Flame Like an Old Flame     | 19 gennaio 1965   |
| 16 | Billie Jo's First Job                  | 26 gennaio 1965   |
| 17 | A Matter of Communication              | 2 febbraio 1965   |
| 18 | Kate Bradley, Girl Volunteer           | 9 febbraio 1965   |
| 19 | Hooterville Crime Wave                 | 16 febbraio 1965  |
| 20 | For the Birds                          | 23 febbraio 1965  |
| 21 | Modern Merchandising                   | 2 marzo 1965      |
| 22 | Visit From the Governor                | 9 marzo 1965      |
| 23 | A Borderline Story                     | 16 marzo 1965     |
| 24 | The Shady Rest Hotel Corporation       | 23 marzo 1965     |
| 25 | A Tale of Two Dogs                     | 30 marzo 1965     |
| 26 | The Black Box                          | 6 aprile 1965     |
| 27 | Bedloe's Most Fiendish Scheme (1)      | 13 aprile 1965    |
| 28 | Bedloe Gets His Comeuppance (2)        | 20 aprile 1965    |
| 29 | The Mayor of Hooterville               | 27 aprile 1965    |
| 30 | Who's Afraid Of The Big Bad Jinx?      | 4 maggio 1965     |
| 31 | The Chicken Killer                     | 11 maggio 1965    |
| 32 | Why Girls Leave Home                   | 18 maggio 1965    |
| 33 | There's No Stove Like an Old Stove     | 25 maggio 1965    |
| 34 | The Brontosaurus Caper                 | 1º giugno 1965    |
| 35 | The Hairbrained Scheme                 | 8 giugno 1965     |
| 36 | There's No Business With Show Business | 15 giugno 1965    |

## Betty Jo's Dog
- Prima televisiva: 22 settembre 1964
- Diretto da: Richard L. Bare
- Scritto da: Lou Huston, Jay Sommers

### Trama
- Guest star: James Easton (High School Boy), Garrison True (Henry Brewster), Douglas Evans (Mr. Pierson), Jay Ripley (Willie)

## Race Against the Stork
- Prima televisiva: 29 settembre 1964
- Diretto da: Richard L. Bare
- Scritto da: Jay Sommers, Lou Huston

### Trama
- Guest star: Walter Baldwin (Miller), Hank Patterson (Fred Ziffel), Kay E. Kuter (Newt Kiley), Frank Ferguson (Doc Stuart), Barbara Pepper (Doris Ziffel), Robert Easton (Henry Barton), Olive Sturgess (Elsie Barton), Tom Fadden (Ben Miller)

## Have Library, Will Travel
- Prima televisiva: 6 ottobre 1964
- Diretto da: Richard L. Bare
- Scritto da: Hannibal Coons, Harry Winkler

### Trama
- Guest star: Jimmy Gaines (ragazzo), Ricky Allen (ragazzo), Robert Marland (Hal Jackson), Dianne Foster (Phyllis Marsh)

## The Umquaw Strip
- Prima televisiva: 13 ottobre 1964
- Diretto da: Richard L. Bare
- Scritto da: Lou Huston, Jay Sommers

### Trama
- Guest star: Benny Rubin (Fleet Eagle), William O'Connell (Martin Evans), Roy Roberts (Norman Curtis), Bernie Kopell (Black Salmon), Barney Elmore (Stockholder), Charles Lane (Homer Bedloe)

## As Hooterville Goes
- Prima televisiva: 27 ottobre 1964
- Diretto da: Richard L. Bare
- Scritto da: Jay Sommers, Lou Huston

### Trama
- Guest star: Virginia Sale (Selma Plout), Barbara Pepper (Doris Ziffel), Frank Killmond (Tad Winslow)

## My Dog the Actor
- Prima televisiva: 10 novembre 1964
- Diretto da: Richard L. Bare
- Scritto da: Lou Huston, Jay Sommers

### Trama
- Guest star: Art Lewis (Johnson), Garrison True (Henry Brewster), Ross Elliott (Mr. Talbot)

## The Great Buffalo Hunt
- Prima televisiva: 17 novembre 1964
- Diretto da: Richard L. Bare
- Scritto da: Jay Sommers

### Trama
- Guest star: Reginald Gardiner (Lord Faversham)

## Betty Jo's Pen Pal
- Prima televisiva: 24 novembre 1964
- Diretto da: Guy Scarpitta
- Scritto da: Lou Huston, Jay Sommers

### Trama
- Guest star: Aki Hara (Nobuko Takamura), Garrison True (Henry Brewster), James Brewer (Roy Redwell)

## Bedloe's Nightmare
- Prima televisiva: 1º dicembre 1964
- Diretto da: Richard L. Bare
- Scritto da: Jay Sommers, Lou Huston

### Trama
- Guest star: Irwin Charone (dottor Leonard), William O'Connell (Martin Evans), Charles Lane (Homer Bedloe)

## Kate's Bachelor Butter
- Prima televisiva: 8 dicembre 1964
- Diretto da: Guy Scarpitta
- Scritto da: Jay Sommers, Lou Huston

### Trama
- Guest star: Stanley Adams (Jack Crandall), Ray Montgomery (Mr. Stevens), John Alvin (Mr. Kimberly)

## Mother of the Bride
- Prima televisiva: 15 dicembre 1964
- Diretto da: Guy Scarpitta
- Scritto da: Jay Sommers

### Trama
- Guest star: Phil Gordon (Harvey), Mary Carroll (Maggie Gordon), Diane Bond (Emily Lawrence), Virginia Sale (Selma Plout)

## The Lost Patrol
- Prima televisiva: 29 dicembre 1964
- Diretto da: Richard L. Bare
- Scritto da: Jay Sommers, Jack Harvey

### Trama
- Guest star: Edward Platt (generale Patterson), Robert Beach (soldato Stu Howard), Rick Cooper (soldato Tod Longwell), Larry Merrill (soldato Hank Benton), James M. Crawford (G.I.), Solomon Sturges (G.I.), Jack Bannon (G.I.)

## Smoke-Eaters
- Prima televisiva: 5 gennaio 1965
- Diretto da: Richard L. Bare
- Scritto da: Jay Sommers, Lou Huston

### Trama
- Guest star: Kay E. Kuter (Newt Kiley), Donald Douglas (Mr. Wilson), Tom Fadden (Ben Miller), Walter Baldwin (nonnoppy Miller), Parley Baer (Henry Phillips)

## The Curse of Chester W. Farnsworth
- Prima televisiva: 12 gennaio 1965
- Diretto da: Richard L. Bare
- Scritto da: John L. Greene, Jay Sommers

### Trama
- Guest star: Doodles Weaver (Chester Farnsworth), Alex Gerry (dottor Melman), Hal Smith (Mr. Richardson), Frank Ferguson (Doc Stuart)

## There's No Flame Like an Old Flame
- Prima televisiva: 19 gennaio 1965
- Diretto da: Richard L. Bare
- Scritto da: Jay Sommers, John L. Greene

### Trama
- Guest star: George Cisar (BooBoo Webster), Lurene Tuttle (Mary Alice Perkins)

## Billie Jo's First Job
- Prima televisiva: 26 gennaio 1965
- Diretto da: Richard L. Bare
- Scritto da: Jay Sommers, Lou Huston

### Trama
- Guest star: Virginia Sale (Selma Plout), Ernest Truex (Oliver Fenton)

## A Matter of Communication
- Prima televisiva: 2 febbraio 1965
- Diretto da: Richard L. Bare
- Scritto da: Lou Huston, Jay Sommers

### Trama
- Guest star: Hank Patterson (Fred Ziffel), Kay E. Kuter (Newt Kiley), Tom Fadden (Ben Miller)

## Kate Bradley, Girl Volunteer
- Prima televisiva: 9 febbraio 1965
- Diretto da: Richard L. Bare
- Scritto da: Jay Sommers, Lou Huston

### Trama
- Guest star: Dick Wessel (Bink Sharfells), Jim Hayward (Ernie Caufield)

## Hooterville Crime Wave
- Prima televisiva: 16 febbraio 1965
- Diretto da: Guy Scarpitta
- Scritto da: Jay Sommers, Larry Miller

### Trama
- Guest star: Bert Freed (detective Horton), Paul 'Mousie' Garner (Max James), Marc Lawrence (Barney Dawson)

## For the Birds
- Prima televisiva: 23 febbraio 1965
- Diretto da: Richard L. Bare
- Scritto da: Jay Sommers

### Trama
- Guest star: Charles Lane (Homer Bedloe), William O'Connell (Martin Evans), Frank Ferguson (Doc Stuart), Warren Parker (Mr. Williams)

## Modern Merchandising
- Prima televisiva: 2 marzo 1965
- Diretto da: Richard L. Bare
- Scritto da: Howard Harris, Jay Sommers

### Trama
- Guest star: Dee Carroll (Mrs. Williams), Kay E. Kuter (Newt Kiley), Jackie Searl (Jack Hull), Willis Bouchey (O'Donnell), Gail Bonney (Mrs. Robinson), Frank Ferguson (Doc Stuart)

## Visit From the Governor
- Prima televisiva: 9 marzo 1965
- Diretto da: Richard L. Bare
- Scritto da: Jay Sommers, Howard Harris

### Trama
- Guest star: Florence Lake (Emily Simpson), Virginia Sale (Selma Plout), Hank Patterson (Fred Ziffel), Walter Baldwin (nonno Miller)

## A Borderline Story
- Prima televisiva: 16 marzo 1965
- Diretto da: Richard L. Bare
- Scritto da: Jay Sommers, Howard Harris

### Trama
- Guest star: Murray Alper (Mr. Lindley), William Bakewell (Ralph Craig), Sam Edwards (Ned Balsam), J. Edward McKinley (Mr. Travis), Milton Frome (Mr. Dixon)

## The Shady Rest Hotel Corporation
- Prima televisiva: 23 marzo 1965
- Diretto da: Richard L. Bare
- Scritto da: Howard Harris, Jay Sommers

### Trama
- Guest star: Byron Foulger (Mr. Guerney), Phil Gordon (Mr. Osgood), Al Eben (Mr. Parker)

## A Tale of Two Dogs
- Prima televisiva: 30 marzo 1965
- Diretto da: Richard L. Bare
- Scritto da: Jay Sommers, Howard Harris

### Trama
- Guest star: Frank Killmond (Tad Winslow), Robert Shayne (Mr. Fillmore), Minerva Urecal (Martha Winslow)

## The Black Box
- Prima televisiva: 6 aprile 1965
- Diretto da: Richard L. Bare
- Scritto da: Jay Sommers, Howard Harris

### Trama
- Guest star: Fred Clark (generale Loomis), Jack Bannon (Technical Sergeant), Richard Erdman (colonnello Millbank)

## Bedloe's Most Fiendish Scheme
- Prima televisiva: 13 aprile 1965
- Diretto da: Richard L. Bare
- Scritto da: Lou Huston, Jay Sommers

### Trama
- Guest star: Byron Foulger (Mr. Guerney), Hank Patterson (Fred Ziffel), Peter Leeds (Gus Clegg), Frank Ferguson (Doc Stuart), Charles Lane (Homer Bedloe)

## Bedloe Gets His Comeuppance
- Prima televisiva: 20 aprile 1965
- Diretto da: Richard L. Bare
- Scritto da: Jay Sommers, Lou Huston

### Trama
- Guest star: Harold Peary (Mr. Davis), Jay Ripley (Willie), Charles Lane (Homer Bedloe)

## The Mayor of Hooterville
- Prima televisiva: 27 aprile 1965
- Diretto da: Richard L. Bare
- Scritto da: Stan Dreben, Howard Merrill

### Trama
- Guest star: Virginia Sale (Selma Plout)

## Who's Afraid Of The Big Bad Jinx?
- Prima televisiva: 4 maggio 1965
- Diretto da: Guy Scarpitta
- Scritto da: Lou Huston, Al Schwartz

### Trama
- Guest star: Jack Pepper (Mr. Harrington), Donald Douglas (Mr. Rogers), Susan Walther (Sarah Jane), William Fawcett (Pip Winslow), Hank Patterson (Fred Ziffel)

## The Chicken Killer
- Prima televisiva: 11 maggio 1965
- Diretto da: Richard L. Bare
- Scritto da: Al Schwartz, Lou Huston

### Trama
- Guest star: Hal Taggart (professore Horace Enright), Hank Patterson (Fred Ziffel), Guy Wilkerson (Luther Craig), Marshall Bradford (giudice Murdock), Walter Reed (Melvin Randall), Len Hendry (ufficiale pubblico), Percy Helton (Hinky Mittenfloss)

## Why Girls Leave Home
- Prima televisiva: 18 maggio 1965
- Diretto da: Richard L. Bare
- Scritto da: John Bradford

### Trama
- Guest star: Sig Ruman (professore Lieberschmit), Jesse White (colonnello Patridge), Byron Foulger (Mr. Guerney)

## There's No Stove Like an Old Stove
- Prima televisiva: 25 maggio 1965
- Diretto da: Richard L. Bare
- Scritto da: Hugh Wedlock, Jr., Allan Manings

### Trama
- Guest star: Guy De Vestel (Maitre'd), Virginia Sale (Selma Plout), Alan Mowbray (Lucius J. Penrose), Grady Sutton (Chef)

## The Brontosaurus Caper
- Prima televisiva: 1º giugno 1965
- Diretto da: Richard L. Bare
- Scritto da: Howard Merrill, Stan Dreben

### Trama
- Guest star: Stephen Lander (Roland Barrett), Jonathan Hole (Mr. Earnshaw), Ken Drake (Mr. McGill)

## The Hairbrained Scheme
- Prima televisiva: 8 giugno 1965
- Diretto da: Guy Scarpitta
- Scritto da: Lila Garrett, Bernie Kahn

### Trama
- Guest star: Robert Easton (Hector)

## There's No Business With Show Business
- Prima televisiva: 15 giugno 1965
- Diretto da: Richard L. Bare
- Scritto da: Charles Tannen, George O'Hanlon

### Trama
- Guest star: Charles Tannen (Mr. Haley), Ron Rogers (Fire Eater), George O'Hanlon (Harry Harmon), Jack Catron (Max), Felix Silla (barone Munchin), Don Megowan (Freddie), Iris Adrian (Mary Sills)